# トナミロイヤルゴルフ倶楽部
トナミロイヤルゴルフ倶楽部（トナミロイヤルゴルフクラブ）は、富山県南砺市に所在するゴルフ場。

## コース情報
- 開場日　1990年9月24日[1]
- コース 18ホール、パー72、6,631ヤード[1]

IN COURSEからは、砺波平野の眺望を楽しめる。

## 民事再生手続き
2004年11月30日、同ゴルフ場を運営するトナミロイヤルゴルフクラブ株式会社は、負債総額約57億9,000万円を出したことから、富山地方裁判所に民事再生法を申請した。これに伴い2005年6月に自主再建型の再生計画案を纏め、同年7月12日に可決され、同年8月9日に認可決定確定となった。その後、同年9月に砺波市がトナミロイヤルゴルフクラブの増資を引き受け、筆頭株主となった。
2008年9月5日、富山地方裁判所より再生手続終結の決定を受けた。

## アクセス
- 車の場合
東海北陸自動車道 福光IC[1]。
- 鉄道の場合
JR西日本城端線 城端駅よりタクシーで約10分[1]。